# Deutsche Werkstätten Hellerau

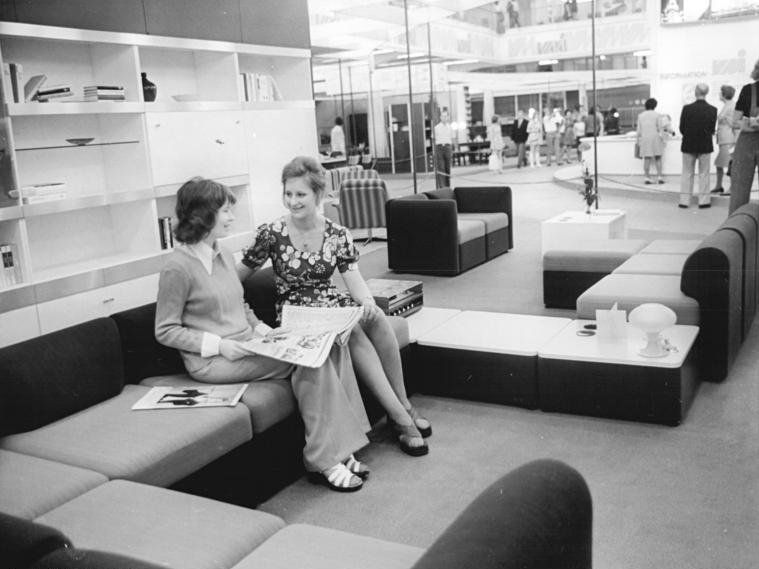
Meblościanka i zestaw tapicerski na Targach Lipskich 1974

Deutsche Werkstätten Hellerau GmbH (Niemieckie Warsztaty Hellerau sp. z o.o.) – przedsiębiorstwo należące do sektora małych i średnich przedsiębiorstw, z siedzibą w Dreźnie-Hellerau, zajmujące się meblarstwem i architekturą wnętrz. Jako jedno z pierwszych wprowadziło w Niemczech mechanizację produkcji. Archiwum zakładów znajduje się pod ochroną dziedzictwa kulturalnego.
Założycielem Deutsche Werkstätten był w roku 1898 Karl Schmidt-Hellerau (1873–1948). Zakład nosił początkowo nazwę Dresdner Werkstätten für Handwerkskunst Schmidt und Engelbrecht i znajdował się w dzielnicy Drezna Laubegast. Po przyłączeniu Werkstätten für Wohnungseinrichtung München zakład przybrał nazwę Deutsche Werkstätten für Handwerkskunst GmbH, Dresden und München.
W latach 1898/1899 Karl Schmidt-Hellerau oraz Johann Vincenz Cissarz skonstruowali szafę z wielkoformatowych płyt sklejki. W roku 1907 powstała szkoła przyzakładowa.
W roku 1909 położono kamień węgielny pod budowę budynku produkcyjnego w dzisiejszej dzielnicy Drezna Hellerau, co stało się zaczątkiem miasta-ogrodu o tej samej nazwie, zrealizowanego przez pracowniczą spółdzielnię mieszkaniową. Budynek zakładu oddano do użytku w roku 1910, dając zatrudnienie 450 pracownikom. Karl Schmidt zlecał projektowanie mebli znanym artystom. Dążył do znalezienia kompromisu między zmechanizowaną produkcją a nowoczesnym kształtem mebli.
Zakład przetrwał kryzys światowy roku 1929, obie wojny światowe i upaństwowienie za czasów NRD. W okresie gospodarki planowej NRD zakład stał się głównym przedsiębiorstwem Kombinatu Meblowego Hellerau.
Po przełomie roku 1989 i zjednoczeniu Niemiec zakład został przekształcony w spółkę z ograniczoną odpowiedzialnością i w roku 1992 reprywatyzowany. Na nowy początek przyjęto 80 pracowników, obecnie zatrudnionych jest 200 osób. Ponadto powstały zakłady filialne, także za granicą.